# Алту-Капибариби (микрорегион)
Алту-Капибариби (порт. Microrregião do Alto Capibaribe) — микрорегион в Бразилии, входит в штат Пернамбуку. Составная часть мезорегиона Сельскохозяйственный район штата Пернамбуку. Население составляет 	273 729	 человек (на 2010 год). Площадь — 	1779,730	 км². Плотность населения — 	153,80	 чел./км².

## Демография
Согласно сведениям, собранным в ходе переписи 2010 г. Национальным институтом географии и статистики (IBGE), население микрорегиона составляет:						
| Полное население                             | Полное население                             | Полное население                             | Полное население                             | 273 729 |
| -------------------------------------------- | -------------------------------------------- | -------------------------------------------- | -------------------------------------------- | ------- |
| в том числе:                                 | Городское население                          | 204 838                                      | Процент городского населения, %              | 74,83   |
|                                              | Сельское население                           | 68 891                                       | Процент сельского населения, %               | 25,17   |
|                                              | Мужское население                            | 133 194                                      | Процент мужского населения, %                | 48,66   |
|                                              | Женское население                            | 140 535                                      | Процент женского населения, %                | 51,34   |
| Плотность населения, чел/км²                 | Плотность населения, чел/км²                 | Плотность населения, чел/км²                 | Плотность населения, чел/км²                 | 153,80  |
| Население микрорегиона в % к населению штата | Население микрорегиона в % к населению штата | Население микрорегиона в % к населению штата | Население микрорегиона в % к населению штата | 3,11    |

## Состав микрорегиона
В составе микрорегиона  включены следующие муниципалитеты:
1. Казиньяс
2. Фрей-Мигелинью
3. Санта-Крус-ду-Капибариби
4. Санта-Мария-ду-Камбука
5. Сурубин
6. Такуаритинга-ду-Норти
7. Торитама
8. Вертенти-ду-Лериу
9. Вертентис